# Macedonië op het Eurovisiesongfestival 2007
Macedonië nam deel aan het Eurovisiesongfestival 2007 in Helsinki, Finland. Het was de 7de deelname van het land op het Eurovisiesongfestival. De selectie verliep via het jaarlijkse Skopje Fest, waarvan de finale plaatsvond op 24 februari 2007. MRT was verantwoordelijk voor de Macedonische bijdrage voor de editie van 2007.

## Selectieprocedure
Om de kandidaat te selecteren voor het festival, koos men ervoor om een nationale finale te organiseren, Skopje fest.
Deze vond plaats op 24 februari 2007 in Skopje en er deden 15 artiesten mee aan deze finale en werd gepresenteerd door Igor Džambazov, Milanka Rašić en Zivkica Gjurcinovska.
De winnaar werd gekozen door middel van regionale televoting in 12 regio's.

| Finale - 24 februari 2007 | Finale - 24 februari 2007        | Finale - 24 februari 2007 | Finale - 24 februari 2007                    | Finale - 24 februari 2007 | Finale - 24 februari 2007 |
| Volgorde                  | Artiest                          | Lied                      | Componist                                    | Punten                    | Plaats                    |
| ------------------------- | -------------------------------- | ------------------------- | -------------------------------------------- | ------------------------- | ------------------------- |
| 1                         | Maja Sazdanovska & Jovan Jovanov | "1, 2, 3"                 | Jovan Jovanov, Maja Sazdanovska, Elvir Mekić | 71                        | 4                         |
| 2                         | Elena Petreska                   | "Peam"                    | Grigor Koprov, Vesna Malinova                | 67                        | 5                         |
| 3                         | Maja Grozdanovska Pančeva        | "Kavijar i Svila"         | Blaze Temelkov                               | 6                         | 15                        |
| 4                         | Marijan Stojanovski              | "Ako te Rasplacat"        | Vanco Dimitrov                               | 20                        | 10                        |
| 5                         | Deana Nikolovska                 | "Nebo"                    | Vladimir Dojcinovski, Risto Samardziev       | 11                        | 14                        |
| 6                         | Andrijana Janevska               | "Epizoda"                 | Aleksandar Stefanovski-Jablan                | 19                        | 11                        |
| 7                         | Vasil Garvanliev                 | "Pomogni Mi"              | Vasil Gavranliev                             | 15                        | 13                        |
| 8                         | Gorgi Krstevski                  | "Letni Dozdovi"           | Gorgi Krstevski                              | 30                        | 7                         |
| 9                         | Lambe Alabakoski                 | "Belo e se"               | Robert Bilbilov, Elena Risteska              | 101                       | 3                         |
| 10                        | Biba Dodeva                      | "Cuvaj Me"                | Vladimir Dojcinovski, Biba Dodeva            | 21                        | 9                         |
| 11                        | Ivana Andonova                   | "Odi Si"                  | Ivana Andonovska, Vesna Malinova             | 16                        | 12                        |
| 12                        | Karolina Gočeva                  | "Mojot svet"              | Grigor Koprov, Ognen Nedelkovski             | 144                       | 1                         |
| 13                        | Super Nova                       | "Potseti Me"              | Damjan Lazarov, Elvir Mekić                  | 30                        | 7                         |
| 14                        | Tamara Todevska                  | "Kazi Koj Si Ti"          | Aleksandar Masevski                          | 105                       | 2                         |
| 15                        | Sanja Lefkova                    | "Otrov i Lek"             | Jovan Jovanov, Elvir Mekić                   | 40                        | 6                         |

## In Helsinki
In Finland moest Macedonië optreden als 18de in de halve finale, net na Portugal en voor Noorwegen.
Op het einde van de avond bleek dat ze op een 9de plaats waren geëindigd, met 97 punten. Dit was genoeg om de finale te bereiken.
Men ontving 1 keer het maximum van de punten.
België en Nederland gaven geen punten aan deze inzending.
In de finale moesten ze optreden als 6de net na Finland en voor Slovenië.
Op het einde van de puntentelling bleken ze op een 14de plaats te zijn geëindigd met 73 punten.
België en Nederland gaven geen punten aan deze inzending.

### Gekregen punten

#### Halve Finale
| 12 punten             | 10 punten                                  | 8 punten  | 7 punten                | 6 punten                           |
| --------------------- | ------------------------------------------ | --------- | ----------------------- | ---------------------------------- |
| - Bulgarije           | - Albanië - Montenegro - Servië - Slovenië | - Kroatië | - Bosnië en Herzegovina | - Tsjechië - Turkije - Zwitserland |
| 5 punten              | 4 punten                                   | 3 punten  | 2 punten                | 1 punt                             |
| - Oostenrijk - Zweden |                                            |           | - Roemenië              |                                    |

#### Finale
| 12 punten  | 10 punten                                    | 8 punten                          | 7 punten | 6 punten                         |
| ---------- | -------------------------------------------- | --------------------------------- | -------- | -------------------------------- |
|            | - Bulgarije - Montenegro - Servië - Slovenië | - Bosnië en Herzegovina - Kroatië |          | - Zwitserland                    |
| 5 punten   | 4 punten                                     | 3 punten                          | 2 punten | 1 punt                           |
| - Tsjechië |                                              | - Albanië                         |          | - Georgië - Oostenrijk - Turkije |

### Punten gegeven door Macedonië

#### Halve Finale
Punten gegeven in de halve finale:
| 12 punten | Servië      |
| 10 punten | Albanië     |
| 8 punten  | Turkije     |
| 7 punten  | Bulgarije   |
| 6 punten  | Kroatië     |
| 5 punten  | Slovenië    |
| 4 punten  | Wit-Rusland |
| 3 punten  | Montenegro  |
| 2 punten  | Polen       |
| 1 punt    | Andorra     |

#### Finale
Punten gegeven in de finale:
| 12 punten | Servië                |
| 10 punten | Turkije               |
| 8 punten  | Bulgarije             |
| 7 punten  | Wit-Rusland           |
| 6 punten  | Slovenië              |
| 5 punten  | Rusland               |
| 4 punten  | Bosnië en Herzegovina |
| 3 punten  | Griekenland           |
| 2 punten  | Oekraïne              |
| 1 punt    | Moldavië              |